# 팽 오 쇼콜라
팽 오 쇼콜라(프랑스어: pain au chocolat, 프랑스어 발음 (도움말·정보), '초콜릿 빵') 은 퍼프 페이스트리와 비슷한 납작한 네모 모양의 효모 반죽, 그리고 반죽 중간에 한두 조각의 초콜릿을 넣어 만든 프랑스의 페이스트리를 말한다. 프랑스 남서부 (오크어: chocolatina)와 퀘벡 지역에서는 쇼콜라틴(프랑스어: chocolatine)이라는 이름으로도 알려져 있다.
팽 오 쇼콜라는 사실 퍼프 페이스트리와 같이 보통의 크루아상과는 다르다. 파티스리나 슈퍼마켓에 가보면 보통 크루아상과 같이 파는데, 오븐에서 갓 구워내서 뜨겁거나 따뜻한 상태로 판다.

## 다른 나라
이란에서는 보통 슈퍼마켓, 편의점, 그리고 가끔씩 빵집에서도 갓 구워내 봉지에 담아 판다. 이렇게 봉지에 담긴 다양한 빵들은 학생들 사이에서 간단한 아침 식사로 인기가 많다.
튀니지, 독일, 벨기에, 아일랜드, 영국에서는 주로 빵집, 슈퍼마켓, 카페에서 많이 판다.
스페인에서는 빵집이나 슈퍼마켓에서 '나폴리타나스' (napolitanas) 나 '크루아상 드 쇼콜라테' (croissants de chocolate) 라는 이름으로 팔린다.
미국과 캐나다에서는 보통 초콜릿 크루아상이라고 부르지만, 프랑스 전문 가게 같은 곳에서는 '팽 오 쇼콜라'라는 명칭을 그대로 사용한다.